# Thia scutellata

Thia scutellata (Fabricius, 1793) è un crostaceo appartenente alla famiglia Thiidae.
È l'unica specie vivente appartenente a questa famiglia, nonostante siano stati ritrovati resti fossili di altre due specie ora estinte.

## Descrizione
Il carapace ha una particolare forma a cuore caratterizzata dal restringimento della parte posteriore, il colore varia dal bianco chiaro ad un rosa opaco su cui si trovano delle puntinature rosse-marroni. lungo la parte laterale sono situate delle setole.
L'intera superficie è liscia e lucida e può arrivare a misurare un massimo di 22 mm, mentre l'organismo può raggiungere i 2 cm di lunghezza.

## Distribuzione e habitat
Vive lungo i fondali sabbiosi o fangosi situati a circa 45 m di profondità del Mar Mediterraneo, Mare del Nord e dell'Oceano Atlantico

## Riproduzione
Dopo la fecondazione le uova vengono incubate sotto il carapace della madre, la schiusa avviene a giugno e le larve si sviluppano fino a ottobre